# Heinäpää (ö)
Heinäpää är en ö i Finland. Den ligger i sjön Ukonvesi och i kommunen Sankt Michel i den ekonomiska regionen  S:t Michel och landskapet Södra Savolax, i den södra delen av landet, 200 km nordost om huvudstaden Helsingfors. Öns area är 1 hektar och dess största längd är 170 meter i sydväst-nordöstlig riktning.